# Walisische Badmintonmeisterschaft 1982
Die Walisische Badmintonmeisterschaft 1982 fand in Cardiff statt. Es war die 30. Austragung der nationalen Titelkämpfe im Badminton in Wales.

## Titelträger
| Disziplin    | Sieger                      |
| ------------ | --------------------------- |
| Herreneinzel | Philip Sutton               |
| Dameneinzel  | Angela Nelson               |
| Herrendoppel | Chris Rees Lyndon Williams  |
| Damendoppel  | Angela Nelson Sian Williams |
| Mixed        | Yim Chong Lim Linda Blake   |